# Kanton Aubenas-1
Der Kanton Aubenas-1 ist ein französischer Wahlkreis im Département Ardèche in der Region Auvergne-Rhône-Alpes. Er umfasst einen Teilbereich der Stadt Aubenas und 14 weitere Gemeinden im Arrondissement Largentière. Durch die landesweite Neuordnung der französischen Kantone wurde er 2015 neu geschaffen.

## Gemeinden
Der Kanton besteht aus 15 Gemeinden und Gemeindeteilen mit insgesamt 17.625 Einwohnern (Stand: 1. Januar 2022) auf einer Gesamtfläche von 201,87 km²:
| Gemeinde                      | Einwohner 1. Januar 2022 | Fläche km² | Dichte Einw./km² | Code INSEE | Postleitzahl |
| ----------------------------- | ------------------------ | ---------- | ---------------- | ---------- | ------------ |
| Aizac                         | 172                      | 6,65       | 26               | 07003      | 07530        |
| Aubenas                       | 7.120                    | 4,37       | 1.629            | 07019      | 07200        |
| Genestelle                    | 269                      | 21,43      | 13               | 07093      | 07530        |
| Juvinas                       | 186                      | 8,43       | 22               | 07111      | 07600        |
| Labastide-sur-Bésorgues       | 282                      | 17,29      | 16               | 07112      | 07600        |
| Labégude                      | 1.376                    | 3,12       | 441              | 07116      | 07200        |
| Lachamp-Raphaël               | 66                       | 14,09      | 5                | 07120      | 07530        |
| Laviolle                      | 99                       | 13,84      | 7                | 07139      | 07530        |
| Mézilhac                      | 99                       | 26,66      | 4                | 07158      | 07530        |
| Saint-Andéol-de-Vals          | 529                      | 16,65      | 32               | 07210      | 07600        |
| Saint-Joseph-des-Bancs        | 191                      | 12,89      | 15               | 07251      | 07530        |
| Saint-Julien-du-Serre         | 874                      | 9,78       | 89               | 07254      | 07200        |
| Ucel                          | 2.031                    | 5,54       | 367              | 07325      | 07200        |
| Vallées-d’Antraigues-Asperjoc | 852                      | 21,93      | 39               | 07011      | 07530,07600  |
| Vals-les-Bains                | 3.479                    | 19,20      | 181              | 07331      | 07600        |
| Kanton Aubenas-1              | 17.625                   | 201,87     | 87               | 0703       | –            |

1. ↑   Nur der nordwestliche Teil der Gemeinde, der Rest gehört zum Kanton Aubenas-2.

## Veränderungen im Gemeindebestand seit der landesweiten Neuordnung der Kantone
2019: Fusion Antraigues-sur-Volane und Asperjoc → Vallées-d’Antraigues-Asperjoc

## Politik
| Vertreter im Departementrat | Vertreter im Departementrat    | Vertreter im Departementrat |
| Amtszeit                    | Namen                          | Partei                      |
| --------------------------- | ------------------------------ | --------------------------- |
| 2015–2021                   | Jean-Pierre Constant           | LR                          |
| 2015–2020                   | Anne Ventalon                  | LR                          |
| 2020–2021                   | Cécile Duchamp                 | DVD                         |
| 2021–                       | Cécile Duchamp Jean-Yves Meyer | DVD UDI                     |